# Castellfollit de la Roca
Castellfollit de la Roca (también conocido como Castellfullit de la Roca) es un municipio español de la comarca de La Garrocha, en la provincia de Gerona, dentro de la comunidad autónoma de Cataluña. Pertenece al partido judicial de Olot. Es uno de los términos más pequeños de España, con menos de 1 km² de superficie. Es el segundo más pequeño de Cataluña y el más pequeño de la provincia de Gerona.
La cantera de basalto de Castellfollit de la Roca es la única cantera de basalto activa que existe actualmente en España. La cantera está activa desde 1929 aunque hay documentos escritos del año 1887 que ya hablan de ella.

## Geografía y geología
Castellfollit de la Roca forma parte del parque natural de la Zona Volcánica de la Garrocha. El pueblo está asentado en un risco basáltico de más de 50 metros de altura y casi un kilómetro de longitud, y que es consecuencia de la acción erosiva de los ríos Fluviá y Toronell sobre restos volcánicos de hace miles de años. Se observa la superposición de dos coladas de lava: la primera, con 217 000 años de antigüedad, proviene de Batet de la Serra (Olot). La segunda, tiene unos 192 000 años de antigüedad y proviene de los volcanes de Begudá (San Juan les Fonts). En el afloramiento destacan los prismas columnares, una forma típica de fracturación regular del basalto. Dada la espectacularidad del perfil de la iglesia del pueblo junto a las casas flotantes en lo alto, la imagen ha sido pintada numerosas veces.
El relieve del municipio es predominantemente llano al estar limitado por el río Fluvià al norte y por el río Turonell al sur, de forma que la altitud oscila entre los 350 y los 235 metros de altitud, estando el pueblo a 281 metros sobre el nivel del mar. 
El término municipal limita con los siguientes municipios:
| Noroeste: San Juan les Fonts | Norte: San Juan les Fonts y Montagut y Oix | Noreste: Montagut y Oix     |
| Oeste: San Juan les Fonts    |                                            | Este: Montagut y Oix        |
| Suroeste: San Juan les Fonts | Sur: San Juan les Fonts                    | Sureste: San Juan les Fonts |

## Origen del nombre
En el año 1096 se cita el nombre de «Kastro Fullit». En otros documentos posteriores aparecen los nombres de «Castro-follito» y «Castello-follito». Recientemente se le ha añadido el apéndice "de la Roca", para diferenciar la localidad de los otros dos pueblos llamados Castellfollit (Castellfollit de Riubregós y Castellfollit del Boix) que hay en Cataluña.

## Símbolos
- El escudo de armas de Castellfollit de la Roca se define, según la terminología específica de la heráldica como:

Escudo embaldosado de gules, con un roque de sable moviente de la punta con un castillo abierto de oro. Por timbre una corona de barón.

El castillo encima del roque son las armas parlantes de la villa, y hacen referencia también a la situación de la población, encima de una roca basáltica. La corona hace referencia a la antigua baronía feudal de Castellfollit.
Fue aprobado el 23 de noviembre de 1987 y pulicado en el DOGC núm. 928 el 16 de diciembre del mismo año.
- La bandera del municipio se define con la siguiente descripción vexilológica:

Bandera de proporciones 2:3, bicolor horizontal roja y negra, con un palo amarillo en la asta de grueso 2/9 de la largura del paño.

Fue aprobado el 5 de noviembre de 1998 y publicada en el DOGC número 2772 de 24 del mismo mes.

## Historia
La antigua villa, que estaba rodeada de muros, fue destruida por los terremotos de 1427-1428.
El año 1462, durante la guerra civil catalana, cayó en manos de los remensas de Francesc de Verntallat. En 1657, durante la sublevación de Cataluña, tuvo lugar una batalla en la que los franceses fueron derrotados por las tropas castellanas comandadas por Francisco de Orozco, el marqués de Mortara.
En 1691, los franceses derriban el castillo. En 1874, durante la tercera guerra carlista, cerca del pueblo, en la sierra del Toix, entre Castellfollit y Oix, tuvo lugar la batalla del Toix, en la que las fuerzas carlistas de Francisco Savalls derrotaron a las republicanas de Nouvilas.

## Patrimonio

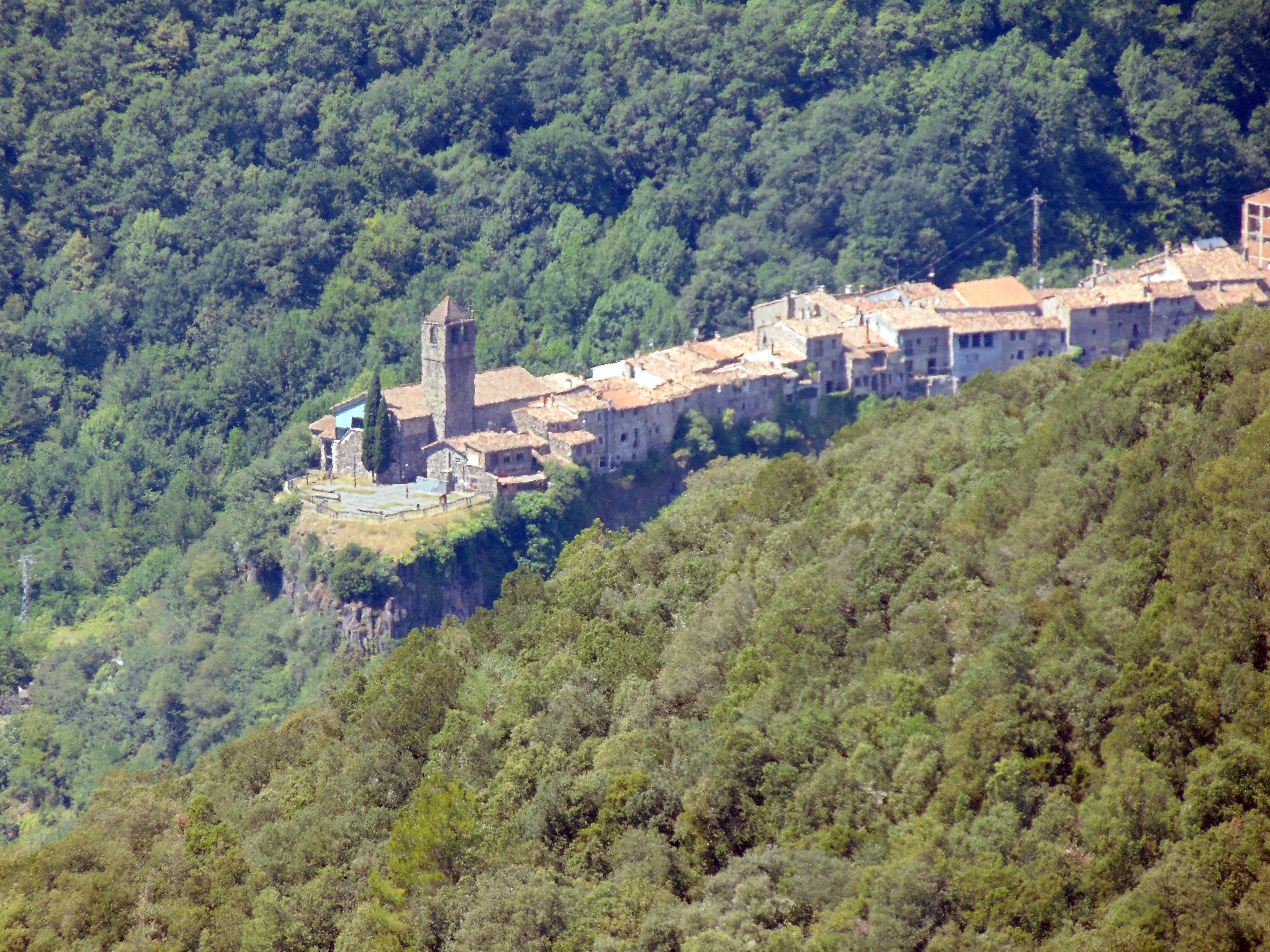
Vista desde el santuario del Cós.

- Casco antiguo: formado por calles estrechas de origen medieval. La mayor parte de las casas fueron construidas con rocas volcánicas de la comarca.
- Iglesia de San Salvador: Con constancia de su existencia desde el siglo XIII. El edificio actual, remodelado en diversas ocasiones, es de estilo renacentista tardío, con un campanario de planta cuadrada con aberturas a cada lado y coronado por una cúpula adornada con pequeñas pilastras. Se conserva una ventana románica tardía y diversos sillares de basalto reutilizados. El interior de la iglesia en la actualidad es un centro cultural en el que se pueden ver exposiciones temporales.[8]

## Economía
Castellfollit de la Roca se caracteriza por su escaso territorio, lo que abocó a sus habitantes a trabajar como jornaleros (braceros) de terceros y otros de canteros en el propio municipio.
Con la revolución industrial, se asentaron varias industrias familiares, dedicadas a curtidos, cárnicas e hilaturas, acogiendo a la mayoría de vecinos como trabajadores asalariados.
En el cambio del siglo XX al XXI, Castellfollit padeció una involución industrial radical, por cierre de empresas y migración a polígonos industriales próximos.
Sus habitantes se vieron obligados de nuevo a buscar empleo fuera del municipio.

## Demografía
Castellfollit de la Roca cuenta con una población de 957 habitantes (INE 2024).
| Gráfica de evolución demográfica de Castellfollit de la Roca entre 1842 y 2021                                      |
| |
| Población de derecho según los censos de población del INE Población de hecho según los censos de población del INE |

## Administración y política
| Periodo   | Nombre                             | Partido |
| --------- | ---------------------------------- | ------- |
| 1979-1983 | Guillermo Algueró Algueró (Indep.) |         |
| 1983-1987 | Joaquim Canadell                   |         |
| 1987-1991 | Joaquim Canadell - Moisés Coromina | CiU     |
| 1991-1995 | Moisés Coromina Soler              | CiU     |
| 1995-1999 | Moisés Coromina Soler              | CiU     |
| 1999-2003 | Moisés Coromina Soler              | CiU     |
| 2003-2007 | Moisés Coromina Soler              | CiU     |
| 2007-2011 | Moisés Coromina Soler              | CiU     |
| 2011-2015 | Moisés Coromina Soler              | CiU     |
| 2015-2019 | Miquel Reverter i Tres             | ERC     |
| 2019-2023 | Miquel Reverter i Tres             | ERC     |
| 2023-act. | Miquel Reverter i Tres             | ERC     |